# 挂膀山
挂膀山（괘방산）是一座位于大韩民国江原道江陵市的山峰，主峰標高海拔339米（1,112英尺）。

## 腳註
1. ↑  Yu 2007, p.166.